# Combat!
Combat! (Combate, en algunos países hispanoamericanos) es el nombre de una serie de televisión estadounidense, dramática y bélica que se emitió por la red de televisión ABC entre los años 1962 y 1967. El signo de exclamación en el logo de presentación «Combat!» se estilizaba con una bayoneta. Fue una serie exitosa durante su transmisión por televisión en la década de los años 60, y en algunos países se transmite como una de las "Series del recuerdo".              
El programa narraba la vida de un grupo de soldados estadounidenses durante la Segunda Guerra Mundial durante el desembarco en Normandía, la campaña de Francia y la invasión del oeste de Alemania.
Los protagonistas fueron Vic Morrow, como el sargento "Chip" Saunders, y Rick Jason, como el teniente Gil Hanley.

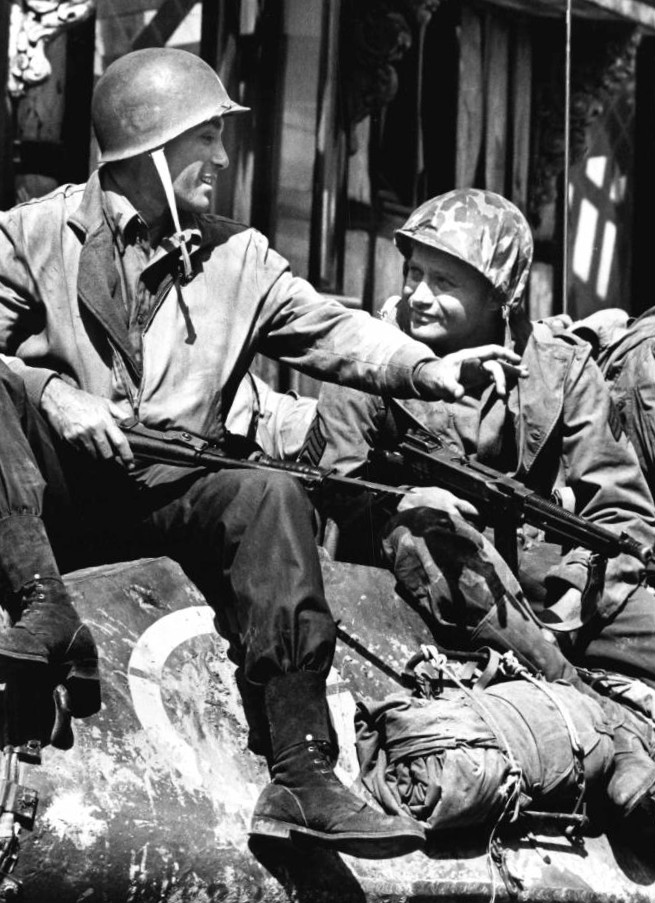
Rick Jason (a la izquierda) y Vic Morrow en un capítulo de la primera temporada de la serie (1962).

## Elenco de la serie
- Vic Morrow: Sgt. "Chip" Saunders
- Rick Jason: Tte. Gil Hanley
- Jack Hogan: William G. Kirby
- Conlan Carter: "Doc" (2a. a 5a. temporadas), nominado al Premio Emmy de 1964
- Pierre Jalbert: Paul "Caje" LeMay
- Dick Peabody: "Littlejohn"
- Tom Lowell: Billy Nelson (1a. y 2a. temporadas)
- Shecky Greene: Braddock (1a. temporada)
- Steven Rogers: "Doc" Walton (1a. temporada)

## Armas utilizadas
- Sargento Saunders: Subfusil Thompson
- Teniente Hanley: Carabina M1
- Kirby: Fusil automático Browning - BAR
- Caje: fusil Garand M1
- Little John: fusil Garand M1

## Actores invitados
Los actores invitados aparecían como miembros adicionales del pelotón, ciudadanos franceses o soldados alemanes que entonces tenían poco reconocimiento como Ted Knight y Frank Gorshin. Más adelante algunos artistas ya eran estrellas famosas incluidos, Lee Marvin, Robert Duvall el cual interpretó a un oficial nazi capturado. James Coburn, Bill Bixby, Dwayne Hickman, Telly Savalas, Albert Paulsen, Luise Rainer, Charles Bronson, Richard Basehart, Eddie Albert, James Caan, Jeffrey Hunter, Leonard Nimoy, Frankie Avalon, Sal Mineo, Neville Brand, Brandon De Wilde, Tab Hunter, Beau Bridges, John Cassavetes, Roddy McDowall, Fernando Lamas, Ricardo Montalbán que interpretaba al patriarca de una tribu de gitanos que combatía contra los nazis,Claude Akins, Walter Maslow, Mickey Rooney, Claudine Longet, James Whitmore, Dennis Hopper, Tom Skerritt, Harry Dean Stanton, Keenan Wynn, Richard Jaeckel, Warren Oates, Nick Adams, Joan Hackett, Jack Lord, Bobby Rydell y Dean Stockwell.

## Productores
- Piloto: Robert Pirosh
- Primera temporada: Robert Altman, Robert Blees, Burt Kennedy, Gene Levitt, Richard Maibaum y Paul Stanley
- Segunda a cuarta temporada: Gene Levitt
- Quinta temporada: Richard Caffey
- Los productores de las cinco temporadas fueron Selig J. Seligman, director de la empresa Selmur Productions.

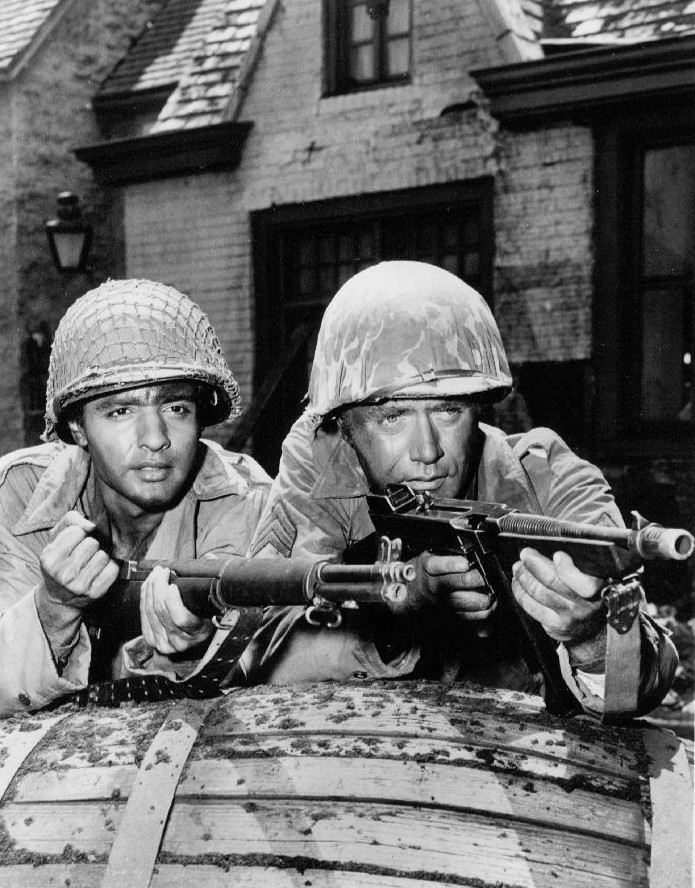
Sal Mineo y Vic Morrow (a la derecha) en un episodio de 1965

## Producción
En una entrevista Rick Jason dijo sobre las condiciones de trabajo, "en el primer año de la serie, a Vic y a mi nos dieron camerinos en un edificio que no había sido renovado en veinticinco años. Nosotros no tuvimos vestuarios en las locaciones al aire libre (estuvimos muy agradecidos con tener sillas). Vic se declaró en huelga el inicio de la segunda temporada y las cosas mejoraron bastante".
Wesley Britton escribió, "los productores y directores de la serie (como Robert Altman, cuyo trabajo en el programa incluyó 10 episodios), se han esforzado mucho para establecer credibilidad y realismo. Entonces y ahora, los televidentes ven el movimiento, la calidad de imagen, la fotografía, como en las tomas largas, a diferencia de la mayoría de las cadenas de televisión de la época. Contaban con asesores militares para revisar los guiones y los mapas. El elenco no podía afeitarse durante cinco días para ayudar a la "continuidad de la barba." Los diálogos de los soldados alemanes se hacían en idioma alemán. El actor Robert Winston Mercy que escribió un guion y tuvo un gran número de actuaciones como oficial alemán, me dijo que los uniformes de los nazis, fueron recreados con gran detalle y con las insignias correctas lo que causó un gran impacto y revuelo entre los trabajadores judíos de la cafetería cuando él entró uniformado durante la hora del almuerzo ".

## Directores
Los directores de la serie fueron:
- Jus Addiss (1 episodio)
- Robert Altman (10 episodios)
- Laslo Benedek (2 episodios)
- Richard Benedict (2 episodios)
- Michael Caffey (11 episodios)
- Alan Crosland, Jr. (6 episodios)
- Richard Donner (1 episodios)
- Tom Gries (3 episodios)
- Georg J. Fenady (6 episodios)
- Herman Hoffman (1 episodio)
- Burt Kennedy (6 episodios)
- Bernard McEveety (31 episodios)
- Byron Paul (1 episodio)
- John Peyser (27 episodios)
- Vic Morrow (7 episodios)
- Ted Post (6 episodios)
- Sutton Roley (15 episodios)

## Experiencia militar del elenco
La mayoría de los miembros del reparto eran veteranos de las Fuerzas Armadas, varios de ellos participaron en la Segunda Guerra Mundial. Jack Hogan, Dick Peabody y Shecky Greene sirvieron en la Marina de los EE. UU., mientras que Rick Jason sirvió en la Fuerza Aérea. Vic Morrow sirvió en la Marina en 1947, mientras que Conlan Carter sirvió en la Fuerza Aérea durante la era posterior a la guerra de Corea. Pierre Jalbert era un sargento en el Cuerpo de Entrenamiento Aéreo de la Universidad Laval en su natal Canadá durante la Segunda Guerra Mundial.

## Episodios
Temporada 1 (1962-1963)
| N° general | N° en la temporada | TitTitulo del episodio      | Dirigido por     | Escrito por                                                 | Fecha original de salida al aire |
| 1          | 1                  | "Forgotten Front"           | Robert Altman    | S : Jerome Coopersmith T : Logan Swanson                    | 2 de octubre de 1962             |
| 2          | 2                  | "Rear Echelon Commandos"    | Robert Altman    | S : Richard Tregaskis T : Gene Levitt                       | 9 de octubre de 1962             |
| 3          | 3                  | "Lost Sheep, Lost Shepherd" | Burt Kennedy     | Robert Hardy Andrews                                        | 16 de octubre de 1962            |
| 4          | 4                  | "Any Second Now"            | Robert Altman    | Gene Levitt                                                 | 23 de octubre de 1962            |
| 5          | 5                  | "Far From the Brave"        | Burt Kennedy     | Burt Kennedy                                                | 30 de octubre de 1962            |
| 6          | 6                  | "Missing in Action"         | Byron Paul       | S : Bernie Lay, Jr. T : James S. Henerson & Sidney Marshall | 13 de noviembre de 1962          |
| 7          | 7                  | "Escape to Nowhere"         | Robert Altman    | Malvin Wald                                                 | 20 de noviembre de 1962          |
| 8          | 8                  | "The Celebrity"             | Burt Kennedy     | T : Tom Sellers S/T : Art Wallace                           | 27 de noviembre de 1962          |
| 9          | 9                  | "Cat and Mouse"             | Robert Altman    | Robert Altman                                               | 4 de diciembre de 1962           |
| 10         | 10                 | "I Swear by Apollo"         | Robert Altman    | Gene Levitt                                                 | 11 de diciembre de 1962          |
| 11         | 11                 | "A Day in June"             | Boris Sagal      | Robert Pirosh                                               | 18 de diciembre de 1962          |
| 12         | 12                 | "The Prisoner"              | Robert Altman    | T : James S. Henerson S/T : Robert Kaufman                  | 25 de diciembre de 1962          |
| 13         | 13                 | "Reunion"                   | Paul Stanley     | Art Wallace                                                 | 1 de enero de 1963               |
| 14         | 14                 | "The Medal"                 | Paul Stanley     | Richard Maibaum                                             | 8 de enero de 1963               |
| 15         | 15                 | "Just for the Record"       | Laslo Benedek    | William Bast                                                | 15 de enero de 1963              |
| 16         | 16                 | "The Volunteer"             | Robert Altman    | Gene Levitt                                                 | 22 de enero de 1963              |
| 17         | 17                 | "The Squad"                 | Herman Hoffman   | Harry Brown                                                 | 29 de enero de 1963              |
| 18         | 18                 | "Next in Command"           | Burt Kennedy     | Burt Kennedy                                                | 5 de febrero de 1963             |
| 19         | 19                 | "The Chateau"               | Laslo Benedek    | T : Jonathan Hughes S/T : Judy George & George W. George    | 12 de febrero de 1963            |
| 20         | 20                 | "Off Limits"                | Robert Altman    | George F. Slavin                                            | 19 de febrero de 1963            |
| 21         | 21                 | "No Time for Pity"          | Bernard McEveety | Steven Ritch                                                | 26 de febrero de 1963            |
| 22         | 22                 | "Night Patrol"              | Burt Kennedy     | S : Quentin Sparr T : Frank Jesse                           | 5 de marzo de 1963               |
| 23         | 23                 | "Survival"                  | Robert Altman    | John D.F. Black                                             | 12 de marzo de 1963              |
| 24         | 24                 | "No Hallelujahs for Glory"  | Paul Stanley     | T : Mort R. Lewis S/T : Luther Davis                        | 19 de marzo de 1963              |
| 25         | 25                 | "The Quiet Warrior"         | Justus Addiss    | S : Luther Davis S/T : Gene Levitt                          | 26 de marzo de 1963              |
| 26         | 26                 | "Battle of the Roses"       | Sutton Roley     | TBA                                                         | 2 de abril de 1963               |
| 27         | 27                 | "Hill 256"                  | James Komack     | David Moessinger                                            | 9 de abril de 1963               |
| 28         | 28                 | "The Sniper"                | Ted Post         | Edward J. Lakso                                             | 16 de abril de 1963              |
| 29         | 29                 | "One More for the Road"     | Bernard McEveety | Kay Lenard & Jess Carneol                                   | 23 de abril de 1963              |
| 30         | 30                 | "The Walking Wounded"       | Burt Kennedy     | Burt Kennedy                                                | 30 de abril de 1963              |
| 31         | 31                 | "High Named Today"          | Paul Stanley     | David Zelag Goodman                                         | 7 de mayo de 1963                |
| 32         | 32                 | "No Trumpets, No Drums"     | Richard Donner   | Edward J. Lakso                                             | 14 de mayo de 1963               |

Segunda temporada (1963-1964)
| N° general | N° en la temporada | TitTitulo del episodio                     | Dirigido por     | Escrito por                               | Fecha original de salida al aire |
| 33         | 1                  | "The Bridge at Chalons"                    | Ted Post         | Bob Mitchell & Esther Mitchell            | 17 de septiembre de 1963         |
| 34         | 2                  | "Bridgehead"                               | Bernard McEveety | Edward J. Lakso                           | 24 de septiembre de 1963         |
| 35         | 3                  | "Masquerade"                               | John Peyser      | Anthony Wilson                            | 1 de octubre de 1963             |
| 36         | 4                  | "The Long Way Home: Part 1"                | Ted Post         | Edward J. Lakso                           | 8 de octubre de 1963             |
| 37         | 5                  | "The Long Way Home: Part 2"                | Ted Post         | Edward J. Lakso                           | 15 de octubre de 1963            |
| 38         | 6                  | "The Wounded Don't Cry"                    | James Komack     | James Landis                              | 22 de octubre de 1963            |
| 39         | 7                  | "Doughboy"                                 | Tom Gries        | S : Gene Levitt T : Bernard C. Schoenfeld | 29 de octubre de 1963            |
| 40         | 8                  | "Glow Against the Sky"                     | Sutton Roley     | Kay Lenard & Jess Carneol                 | 5 de noviembre de 1963           |
| 41         | 9                  | "The Little Jewel"                         | John Peyser      | Shirl Hendryx                             | 12 de noviembre de 1963          |
| 42         | 10                 | "A Distant Drum"                           | John Peyser      | Kay Lenard & Jess Carneol                 | 19 de noviembre de 1963          |
| 43         | 11                 | "Anatomy of a Patrol"                      | Bernard McEveety | Bob Mitchell & Esther Mitchell            | 26 de noviembre de 1963          |
| 44         | 12                 | "Ambush"                                   | Sutton Roley     | Edward J. Lakso                           | 3 de diciembre de 1963           |
| 45         | 13                 | "Barrage"                                  | Sutton Roley     | Edward J. Lakso                           | 10 de diciembre de 1963          |
| 46         | 14                 | "Thunder from the Hill"                    | John Peyser      | Edward J. Lakso                           | 17 de diciembre de 1963          |
| 47         | 15                 | "The Party"                                | John Peyser      | Edward J. Lakso                           | 24 de diciembre de 1963          |
| 48         | 16                 | "Gideon's Army"                            | John Peyser      | Charles B. Smith                          | 31 de diciembre de 1963          |
| 49         | 17                 | "The Pillbox"                              | Vic Morrow       | S : Ken Pettus T : Don Tait               | 7 de enero de 1964               |
| 50         | 18                 | "The General and the Sargeant"             | Bernard McEveety | Gustave Field                             | 14 de enero de 1964              |
| 51         | 19                 | "Eyes of the Hunter"                       | Bernard McEveety | Bob Mitchell & Esther Mitchell            | 21 de enero de 1964              |
| 52         | 20                 | "The Hostages"                             | Ted Post         | Richard Adams                             | 28 de enero de 1964              |
| 53         | 21                 | "Mail Call"                                | Bernard McEveety | Arnold Belgard                            | 4 de febrero de 1964             |
| 54         | 22                 | "Counter-Punch"                            | John Peyser      | Kay Lenard & Jess Carneol                 | 11 de febrero de 1964            |
| 55         | 23                 | "A Silent Cry"                             | Bernard McEveety | Edward J. Lakso                           | 18 de febrero de 1964            |
| 56         | 24                 | "The Hunter"                               | Sutton Roley     | Edward J. Lakso                           | 25 de febrero de 1964            |
| 57         | 25                 | "What Are the Bugles Blowin' For?: Part 1" | John Peyser      | Edward J. Lakso                           | 3 de marzo de 1964               |
| 58         | 26                 | "What Are the Bugles Blowin' For?: Part 2" | John Peyser      | Edward J. Lakso                           | 10 de marzo de 1964              |
| 59         | 27                 | "Weep No More"                             | Ted Post         | Edward J. Lakso                           | 17 de marzo de 1964              |
| 60         | 28                 | "The Short Day of Private Putnam"          | Bernard McEveety | Bob Mitchell & Esther Mitchell            | 24 de marzo de 1964              |
| 61         | 29                 | "Rescue"                                   | Ted Post         | Edward J. Lakso                           | 31 de marzo de 1964              |
| 62         | 30                 | "Command"                                  | Bernard McEveety | Kay Lenard & Jess Carneol                 | 7 de abril de 1964               |
| 63         | 31                 | "The Infant of Prague"                     | John Peyser      | TBA                                       | 14 de abril de 1964              |
| 64         | 32                 | "The Glory Among Men"                      | Vic Morrow       | Tom Seller                                | 21 de abril de 1964              |

Tercera temporada (1964-1965)
| N° general | N° en la temporada | TitTitulo del episodio    | Dirigido por       | Escrito por                                               | Fecha original de salida al aire |
| 65         | 1                  | "Mountain Man"            | Sutton Roley       | Edward J. Lakso                                           | 15 de septiembre de 1964         |
| 66         | 2                  | "Vendetta"                | John Peyser        | Ron Bishop & Wells Root                                   | 22 de septiembre de 1964         |
| 67         | 3                  | "Point of View"           | Bernard McEveety   | David Moessinger                                          | 29 de septiembre de 1964         |
| 68         | 4                  | "The Duel"                | John Peyser        | Edward J. Lakso                                           | 6 de octubre de 1964             |
| 69         | 5                  | "Silver Service"          | Sutton Roley       | S : Edward J. Bonner T : Kay Lenard & Jess Carneol        | 13 de octubre de 1964            |
| 70         | 6                  | "The Hard Way Back"       | Bernard McEveety   | Edward J. Lasko                                           | 20 de octubre de 1964            |
| 71         | 7                  | "Operation Fly Trap"      | John Peyser        | Don Tait                                                  | 27 de octubre de 1964            |
| 72         | 8                  | "The Little Carousel"     | Bernard McEveety   | Gene Levitt                                               | 10 de noviembre de 1964          |
| 73         | 9                  | "Fly Away Home"           | Bernard McEveety   | Kay Lenard & Jess Carneol                                 | 17 de noviembre de 1964          |
| 74         | 10                 | "The Impostor"            | Sutton Roley       | Kay Lenard & Jess Carneol                                 | 24 de noviembre de 1964          |
| 75         | 11                 | "A Gift of Hope"          | Bernard McEveety   | Anthony Wilson                                            | 1 de diciembre de 1964           |
| 76         | 12                 | "A Rare Vintage"          | Sutton Roley       | Bob Mitchell & Esther Mitchell                            | 8 de diciembre de 1964           |
| 77         | 13                 | "The Long Walk"           | Alan Crosland, Jr. | Peter Barry                                               | 15 de diciembre de 1964          |
| 78         | 14                 | "The Town That Went Away" | Sutton Roley       | George F. Slavin                                          | 22 de diciembre de 1964          |
| 79         | 15                 | "Birthday Cake"           | John Peyser        | Ed Adamson                                                | 29 de diciembre de 1964          |
| 80         | 16                 | "The Enemy"               | John Peyser        | Steve Fisher & Edward J. Lakso                            | 5 de enero de 1965               |
| 81         | 17                 | "The Cassock"             | Bernard McEveety   | T : Bob Mitchell & Esther Mitchell S/T : James L. Wixted  | 12 de enero de 1965              |
| 82         | 18                 | "Losers Cry Deal"         | Vic Morrow         | Shirl Hendryx                                             | 19 de enero de 1965              |
| 83         | 19                 | "More Than a Soldier"     | Bernard McEveety   | Shirl Hendryx                                             | 26 de enero de 1965              |
| 84         | 20                 | "Brother, Brother"        | Sutton Roley       | Edward J. Lakso                                           | 2 de febrero de 1965             |
| 85         | 21                 | "The Steeple"             | John Peyser        | Don Tait                                                  | 9 de febrero de 1965             |
| 86         | 22                 | "The Convict"             | Bernard McEveety   | Kay Lenard & Jess Carneol                                 | 16 de febrero de 1965            |
| 87         | 23                 | "Dateline"                | Sutton Roley       | Richard L. Newhafer                                       | 23 de febrero de 1965            |
| 88         | 24                 | "A Walk with an Eagle"    | John Peyser        | Rod Peterson                                              | 2 de marzo de 1965               |
| 89         | 25                 | "The Long Wait"           | John Peyser        | Edward J. Lasko                                           | 9 de marzo de 1965               |
| 90         | 26                 | "The Tree of Moray"       | Bernard McEveety   | T : Don Tait S/T : Anthony Spinner                        | 16 de marzo de 1965              |
| 91         | 27                 | "Cry in the Ruins"        | Vic Morrow         | T : Edward J. Lakso S/T : A. Martin Zweiback              | 23 de marzo de 1965              |
| 92         | 28                 | "The Hell Machine"        | John Peyser        | Edward J. Lakso                                           | 30 de marzo de 1965              |
| 93         | 29                 | "Billy the Kid"           | Bernard McEveety   | S : Bivings F. Wallace T : Bob Mitchell & Esther Mitchell | 6 de abril de 1965               |
| 94         | 30                 | "Heritage"                | John Peyser        | Barry Trivers                                             | 13 de abril de 1965              |
| 95         | 31                 | "Odyssey"                 | Alan Crosland, Jr. | Anthony Wilson                                            | 20 de abril de 1965              |
| 96         | 32                 | "Beneath the Ashes"       | John Peyser        | T : George F. Slavin S/T : Richard P. McDonagh            | 27 de abril de 1965              |

Cuarta temporada (1965-1966)
| N° general | N° en la temporada | TitTitulo del episodio         | Dirigido por       | Escrito por                                             | Fecha original de salida al aire |
| 97         | 1                  | "Main Event"                   | Tom Gries          | William Fay                                             | 14 de septiembre de 1965         |
| 98         | 2                  | "The First Day"                | Georg Fenady       | Bob Mitchell & Esther Mitchell                          | 21 de septiembre de 1965         |
| 99         | 3                  | "S.I.W."                       | John Peyser        | Shirl Hendryx                                           | 28 de septiembre de 1965         |
| 100        | 4                  | "The Linesman"                 | Tom Gries          | S : Gene Levitt T : Bernard C. Schoenfeld               | 5 de octubre de 1965             |
| 101        | 5                  | "The Farmer"                   | John Peyser        | Andy White                                              | 12 de octubre de 1965            |
| 102        | 6                  | "Evasion"                      | John Peyser        | Bob Mitchell & Esther Mitchell                          | 19 de octubre de 1965            |
| 103        | 7                  | "Hear No Evil"                 | Sutton Roley       | Tim Considine & John Considine                          | 26 de octubre de 1965            |
| 104        | 8                  | "Crossfire"                    | Alan Crosland, Jr. | Edward J. Lakso                                         | 2 de noviembre de 1965           |
| 105        | 9                  | "9 Place Vendee"               | Alan Crosland, Jr. | Kay Lenard & Jess Carneol                               | 11 de noviembre de 1965          |
| 106        | 10                 | "The Old Men"                  | Georg Fenady       | Bob Mitchell & Esther Mitchell                          | 16 de noviembre de 1965          |
| 107        | 11                 | "Soldier of Fortune"           | Sutton Roley       | George F. Slavin                                        | 23 de noviembre de 1965          |
| 108        | 12                 | "The Casket"                   | Bernard McEveety   | David Moessinger & Ed Waters                            | 30 de noviembre de 1965          |
| 109        | 13                 | "Luck with Rainbows"           | Alan Crosland, Jr. | Wells Root & Ron Bishop                                 | 7 de diciembre de 1965           |
| 110        | 14                 | "Breakout"                     | John Peyser        | Edward J. Lakso                                         | 14 de diciembre de 1965          |
| 111        | 15                 | "Finest Hour"                  | Sutton Roley       | Don Tait                                                | 21 de diciembre de 1965          |
| 112        | 16                 | "The Raider"                   | John Peyser        | Kay Lenard & Jess Carneol                               | 28 de diciembre de 1965          |
| 113        | 17                 | "The Mockingbird"              | John Peyser        | S : Thomas A. Conway T : Bob Mitchell & Esther Mitchell | 4 de enero de 1966               |
| 114        | 18                 | "The Good Samaritan"           | Bernard McEveety   | Shirl Hendryx                                           | 11 de enero de 1966              |
| 115        | 19                 | "Retribution"                  | Bernard McEveety   | Edward J. Lakso                                         | 18 de enero de 1966              |
| 116        | 20                 | "Counterplay"                  | Alan Crosland, Jr. | Edward J. Lasko                                         | 25 de enero de 1966              |
| 117        | 21                 | "Nothing to Lose"              | Georg Fenady       | Richard Wendley                                         | 1 de febrero de 1966             |
| 118        | 22                 | "Ask Me No Questions"          | Alan Crosland, Jr. | Edward J. Lasko                                         | 8 de febrero de 1966             |
| 119        | 23                 | "The Ringer"                   | Michael Caffey     | S : Del Carnes S/T : Gene L. Coon                       | 15 de febrero de 1966            |
| 120        | 24                 | "The Flying Machine"           | Alan Crosland, Jr. | Edward J. Lasko                                         | 22 de febrero de 1966            |
| 121        | 25                 | "Hills Are for Heroes: Part 1" | Vic Morrow         | Gene L. Coon                                            | 1 de marzo de 1966               |
| 122        | 26                 | "Hills Are for Heroes: Part 2" | Vic Morrow         | Gene L. Coon                                            | 8 de marzo de 1966               |
| 123        | 27                 | "Gitty"                        | Georg Fenady       | Judith Barrows                                          | 15 de marzo de 1966              |
| 124        | 28                 | "One at a Time"                | Bernard McEveety   | Bob Mitchell & Esther Mitchell                          | 22 de marzo de 1966              |
| 125        | 29                 | "A Sudden Terror"              | Michael Caffey     | Edward J. Lasko                                         | 29 de marzo de 1966              |
| 126        | 30                 | "Run, Sheep, Run"              | Bernard McEveety   | Bob Mitchell & Esther Mitchell                          | 5 de abril de 1966               |
| 127        | 31                 | "The Leader"                   | Georg Fenady       | Bob Mitchell & Esther Mitchell                          | 12 de abril de 1966              |

Quinta temporada (1966-1967)
| N° general | N° en la temporada | TitTitulo del episodio          | Dirigido por     | Escrito por                                                              | Fecha original de salida al aire |
| 128        | 1                  | "The Gun"                       | Michael Caffey   | Bob Mitchell & Esther Mitchell                                           | 13 de septiembre de 1966         |
| 129        | 2                  | "The Losers"                    | Michael Caffey   | Edward J. Lakso                                                          | 20 de septiembre de 1966         |
| 130        | 3                  | "Ollie Joe"                     | Bernard McEveety | Frank Moss                                                               | 27 de septiembre de 1966         |
| 131        | 4                  | "The Brothers"                  | Bernard McEveety | Irve Tunick                                                              | 4 de octubre de 1966             |
| 132        | 5                  | "The Chapel at Able-Five"       | Michael Caffey   | Phillip W. Hoffman                                                       | 11 de octubre de 1966            |
| 133        | 6                  | "A Child's Game"                | Bernard McEveety | S : Sidney Ellis T : Gilbert Ralston                                     | 18 de octubre de 1966            |
| 134        | 7                  | "The Letter"                    | Georg Fenady     | Shirl Hendryx                                                            | 25 de octubre de 1966            |
| 135        | 8                  | "Headcount"                     | Michael Caffey   | James Menzies                                                            | 1 de noviembre de 1966           |
| 136        | 9                  | "Decision"                      | Georg Fenady     | S : Peter Barry T : Esther Mitchell & Bob Mitchell & Paul Playdon        | 15 de noviembre de 1966          |
| 137        | 10                 | "The Outsider"                  | Richard Benedict | Shirl Hendryx                                                            | 22 de noviembre de 1966          |
| 138        | 11                 | "Conflict"                      | Georg Fenady     | Bob Mitchell & Esther Mitchell                                           | 29 de noviembre de 1966          |
| 139        | 12                 | "Gulliver"                      | Vic Morrow       | S : Shimon Wincelberg & Richard Shapiro T : Paul Playdon & Bob Frederick | 6 de diciembre de 1966           |
| 140        | 13                 | "The Bankroll"                  | Georg Fenady     | Shirl Hendryx                                                            | 13 de diciembre de 1966          |
| 141        | 14                 | "Cry for Help"                  | Richard Bendict  | Sheldon Stark                                                            | 20 de diciembre de 1966          |
| 142        | 15                 | "The Furlough"                  | Bernard McEveety | Paul Playdon & Bob Frederick                                             | 27 de diciembre de 1966          |
| 143        | 16                 | "Entombed"                      | Bernard McEveety | S : William Bast T : Paul Playdon & Bob Frederick                        | 3 de enero de 1967               |
| 144        | 17                 | "Gadjo"                         | Michael Caffey   | Phillip W. Hoffman                                                       | 17 de enero de 1967              |
| 145        | 18                 | "Anniversary"                   | Michael Caffey   | S : Edward J. Lakso T : William R. Yates                                 | 24 de enero de 1967              |
| 146        | 19                 | "Encounter"                     | Bernard McEveety | Frank Moss                                                               | 31 de enero de 1967              |
| 147        | 20                 | "The Gauntlet"                  | Michael Caffey   | Paul Playdon & Bob Frederick                                             | 7 de febrero de 1967             |
| 148        | 21                 | "The Masquers"                  | Georg Fenady     | William R. Yates                                                         | 14 de febrero de 1967            |
| 149        | 22                 | "A Little Jazz"                 | Michael Caffey   | James Menzies                                                            | 21 de febrero de 1967            |
| 150        | 23                 | "Nightmare on the Red Ball Run" | Michael Caffey   | Dan E. Weisburd                                                          | 28 de febrero de 1967            |
| 151        | 24                 | "Jonah"                         | Georg Fenady     | T : Richard Wendley S/T : William Fay                                    | 7 de marzo de 1967               |
| 152        | 25                 | "The Partisan"                  | Michael Caffey   | Ed Waters                                                                | 14 de marzo de 1967              |